# Paraskevi Papachristou
Paraskevi „Voula“ Papachristou (griechisch Παρασκευή „Βούλα“ Παπαχρήστου, * 17. April 1989 in Athen) ist eine griechische Dreispringerin, die für den AEK Athen antritt. Sie tritt gelegentlich auch im Weitsprung an.

## Sportliche Laufbahn
Erste internationale Erfahrungen sammelte Voula Papachristou bei den Leichtathletik-Juniorenweltmeisterschaften 2008 in Bydgoszcz, bei denen sie mit 13,74 m die Bronzemedaille gewann. Im Jahr darauf gelangte sie bei den Halleneuropameisterschaften in Turin bis in das Finale, in dem ihr aber kein gültiger Versuch glückte. Anfang Juli gewann sie bei den Mittelmeerspielen in Pescara mit 14,12 m die Bronzemedaille hinter ihrer Landsfrau Athanasia Perra und Teresa Nzola Meso aus Frankreich und siegte anschließend mit 14,34 m bei den U23-Europameisterschaften in Kaunas. Damit qualifizierte sie sich auch für die Weltmeisterschaften in Berlin, bei denen sie aber mit 13,58 m nicht das Finale erreichte. Auch bei den Halleneuropameisterschaften 2011 in Paris schied sie mit 13,72 m in der Qualifikation aus, ehe sie bei den U23-Europameisterschaften in Ostrava mit 14,40 m ihren Titel erfolgreich verteidigte. Sie nahm erneut an den Weltmeisterschaften im südkoreanischen Daegu teil, konnte sicha aber erneut mit 14,05 m nicht für das Finale qualifizieren. Im Jahr darauf wurde sie mit 13,89 m Elfte bei den Europameisterschaften in Helsinki. Papachristou gehörte 2012 der griechischen Delegation für die Olympischen Spiele in London an. Wegen eines als beleidigend empfundenen Kommentars über in Griechenland lebende afrikanische Immigranten auf Twitter wurde sie jedoch zwei Tage vor der Eröffnungsfeier von dem griechischen NOK von den Spielen ausgeschlossen. Papachristou ist damit die erste Sportlerin, die wegen eines Twitterkommentares von den Olympischen Spielen ausgeschlossen wurde.
2016 gewann Papachristou mit einer Weite von 14,15 m die Bronzemedaille bei den Hallenweltmeisterschaften in Portland hinter der Venezolanerin Yulimar Rojas und Kristin Gierisch aus Deutschland. Auch bei den Europameisterschaften in Amsterdam gewann sie mit 14,46 m die Bronzemedaille hinter der Portugiesin Patrícia Mamona und Hanna Knjasjewa-Minenko aus Israel. Damit qualifizierte sie sich für die Olympischen Spiele in Rio de Janeiro, bei denen sie mit 14,26 m im Finale den achten Platz belegte. 2017 gewann sie mit einem Sprung auf 14,24 m die Bronzemedaille bei den Halleneuropameisterschaften in Belgrad hinter Gierisch und Mamona. Im August nahm sie erneut an den Weltmeisterschaften in London teil, bei denen sie mit 13,75 m in der Qualifikation ausschied. Im Jahr darauf wurde sie mit 14,05 m Sechste bei den Hallenweltmeisterschaften in Birmingham und siegte im August mit 14,60 m bei den Europameisterschaften in Berlin.
2019 gewann sie bei den Halleneuropameisterschaften in Glasgow mit neuer Bestleistung von 14,50 m im Finale die Silbermedaille hinter der Spanierin Ana Peleteiro und Anfang September siegte sie bei den Balkan-Meisterschaften in Prawez mit einem Sprung auf 14,24 m. 2021 steigerte sie ihre Hallenbestleistung beim Copernicus Cup auf 14,60 m und belegte kurz darauf bei den Halleneuropameisterschaften in Toruń mit 14,31 m Platz fünf. Ende Juli nahm sie an den Olympischen Sommerspielen in Tokio und scheiterte dort mit 12,23 m in der Qualifikationsrunde.
2009, 2011 und von 2015 bis 2018 wurde Papachristou Griechische Meisterin im Dreisprung im Freien sowie 2008 und 2009, 2011 und 2016 und 2017 auch in der Halle. Im Weitsprung sicherte sie sich die Titel im Freien 2011, 2012 sowie 2015 und 2018 und 2021 in der Halle.

## Persönliche Bestleistungen
- Weitsprung: 6,60 m (+2,0 m/s), 15. Juni 2012 in Athen
  - Weitsprung (Halle): 6,51 m, 31. Januar 2016 in Bukarest
- Dreisprung: 14,73 m (−1,3 m/s), 8. Juni 2016 in Athen
  - Dreisprung (Halle): 14,60 m, 17. Februar 2021 in Toruń